# Diplurodes coremiaria
Diplurodes coremiaria là một loài bướm đêm trong họ Geometridae.